# Manipulation de l'opinion publique par le Service national de renseignement pendant l'élection présidentielle sud-coréenne en 2012
Le scandale de la manipulation de l'opinion publique par le Service national de Renseignement pendant l'élection présidentielle sud-coréenne de 2012 a vu des membres du Service national de renseignement (NIS) sud-coréen accusés d'ingérence dans l'élection présidentielle
Il se compose de deux incidents : 
- Premièrement, un agent féminin du Service national de renseignement (NIS) a été accusée d'avoir manipulé l'opinion publique pour favoriser l'élection de Park Geun-hye à la présidentielle sous le commandement du NIS;
- Deuxièmement, le directeur du National Intelligence Service a commandé à un agent du NIS de manipuler l'opinion publique. Des soupçons ont été émis avant l'élection, mais n'ont été confirmés qu'après[1].

## Déroulement
Le 30 avril, des procureurs ont perquisitionné le siège du Service national de renseignement sud-coréen. Le 12 juin, le chef du NIS, Won Sei-hoon (en), et le chef de la police métropolitaine de Séoul, Kim Yong-pan, ont été poursuivis pour ingérence dans les élections. En 2015, la Cour suprême a acquitté Kim des accusations d'abus de pouvoir visant à manipuler l'enquête. En 2016, une enquête du parquet a révélé que le NIS orchestrait effectivement les activités de groupes conservateurs depuis l'administration de l'ancien président Lee Myung-bak (2008-2013). Les preuves montrent que le NIS a été impliqué non seulement dans les publicités politiques diffusées par les groupes conservateurs dans les journaux, mais aussi dans leurs projets d'organisation de manifestations individuelles et de distribution de tracts. « Un agent du nom de Park, membre de l'équipe de guerre psychologique du NIS, soutenait et supervisait des organisations conservatrices et des organisations de jeunesse d'extrême droite. »

## Conséquences
En 2013, le procureur Yoon Suk-yeol a dirigé une équipe d'enquête spéciale chargée d'enquêter sur l'implication du Service national de renseignement (NIS) dans le scandale. Yoon a demandé que l'ancien directeur du NIS, Won Sei-hoon, soit poursuivi pour violation de la loi sur les élections des fonctionnaires publics pour son rôle dans cette affaire. Il a accusé le ministre de la Justice de Park Geun-hye, Hwang Kyo-ahn, d'influencer ses investigations. Le mouvement « Je ne vais pas bien (en) » a également éclaté dans la foulée, en 2013-2014. En février 2015, Won a été reconnu coupable d'avoir donné des instructions à des agents du NIS pour manipuler des commentaires sur Internet et condamné à trois ans de prison. Cependant, cette condamnation a été annulée en appel, ce qui a donné lieu à un nouveau procès. Lors du second procès, Won a été condamné à quatre ans de prison en 2017. La Cour suprême a confirmé la peine en avril 2018. Après la victoire de Moon Jae-in aux élections de 2017, son administration a porté neuf chefs d'accusation supplémentaires d'ingérence politique contre Won, ce qui lui a valu une condamnation à sept ans de prison en 2020.
En août 2017, le NIS a officiellement reconnu son implication dans la manipulation électorale à l'issue d'une enquête interne. En décembre 2020, l'Assemblée nationale a adopté des réformes limitant les pouvoirs du NIS, interdisant explicitement à l'agence et à ses employés d'interférer dans la politique intérieure.